# ستين روكان
إن ستين روكان (بالنرويجية: Stein Rokkan) (ولد في 4 يوليو 1921 في فاجن وتوفي في 22 يوليو 1979 في برجن) كان عالم سياسة وعالم اجتماع نرويجيًا. وكان بروفسور في السياسة المقارنة في جامعة برجن.

## السيرة المهنية والتأثير
ولد ستين روكان في أرخبيل لوفوتن في أقصى شمال النرويج ونشأ في مدينة نارفيك المجاورة. وكانت دراسته الأصلية تؤهله ليكون فيلسوفًا، حيث عمل مساعدًا لـ أرني نايس (Arne Næss) في أربعينيات وخمسينيات القرن العشرين. ثم تحولت اهتماماته فيما بعد واتجه نحو دراسة السياسة، واهتم اهتمامًا خاصًا بتكوين الأحزاب السياسية وإنشاء دول قومية أوروبية. وفي أثناء هذه الفترة، اتصل بـ سيمور مارتن ليبست (Seymour Martin Lipset)، وكون كل من «ليبست وروكان» ثنائيًا لطالما يذكره طلاب علم الاجتماع السياسي. واشتهر أيضًا بمهارته الفائقة في الاستفادة من تكنولوجيا الكمبيوتر في العلوم الاجتماعية. وله كتابات حول موضوع الانشقاق والتاريخ المقارن والنظام الحزبي والقومية الكتالونية وغيرها الكثير.
إن روكان هو صاحب سلسلة نماذج لتكوينات الدولة والأمة في أوروبا. وشغل منصب رئيس الجمعية الدولية للعلوم السياسية من 1970 إلى 1973، ورئيس المجلس الدولي للعلوم السياسية التابع لمنظمة اليونسكو (ISSC) (من 1973 إلى 1977)، ونائب رئيس جمعية علم الاجتماع الدولية من 1966 إلى 1970، ورئيس (من 1970 إلى 1976) وأحد مؤسسي الاتحاد الأوروبي للبحوث السياسية. وخصص المجلس الدولي للعلوم السياسية والاتحاد الأوروبي للبحوث السياسية وجامعة برجن جائزة باسم جائزة ستين روكان للبحوث في علم الاجتماع المقارن منذ 1981 تخليدًا لذكرى روكان.

## أعمال مختارة
- الأنظمة الحزبية والتحالفات الانتخابية (Party Systems and Voter Alignments). شارك في الإعداد سيمور مارتن ليبست (دار نشر فري بريس (Free Press)، عام 1967)
- Citizens Elections Parties. قراءات في الدراسة المقارنة لعمليات التطور (Citizens Elections Parties. Approaches to the Comparative Study of the Processes of Development) (مطبعة جامعة، أوسلو. 1970، أعيد طبعها في سلسلة الكلاسيكيات الأوروبية في العلوم السياسية، كولشستر Colchester. 2009)
- بناء الدول والأمم (Building States and Nations). شارك في الإعداد شموئيل أيزنشتات (Shmuel Eisenstadt) (سيج، 1973)
- الاقتصاد والإقليم والهوية: سياسات دائرة أطراف غرب أوروبا (Economy, Territory, Identity: Politics of West European Peripheries). شارك في التأليف ديريك وليام أوروين (Derek W. Urwin) (سيج، 1983)